# غلاديس تايلور (كاتبة)
غلاديس تايلور (بالإنجليزية: Gladys Taylor)‏ (1917 في كندا - 31 مايو 2015، إيردراي في كندا)؛ كاتِبة وروائية كندية.